# Augusto da Silva Tomás
Pour les articles homonymes, voir Augusto Silva et Tomas.
 (novembre 2018).
Augusto da Silva Tomás est ministre angolais des transports de 2008 à 2017. En septembre 2018 il est arrêté et accusé de détournement de fonds.